# Aporosa villosa
Aporosa villosa är en emblikaväxtart som först beskrevs av John Lindley, och fick sitt nu gällande namn av Henri Ernest Baillon. Aporosa villosa ingår i släktet Aporosa och familjen emblikaväxter. Inga underarter finns listade i Catalogue of Life.